# Strâmbeni (gmina Suseni)
Strâmbeni – wieś w Rumunii, w okręgu Ardżesz, w gminie Suseni. W 2011 roku liczyła 321 mieszkańców.